# Josplateau
Josplateauet, tidligere Bauchiplateauet, er et højt plateau i det centrale Nigeria. Det afgrænses af bratte kanter og omfatter Afrikas vigtigste tinminedistrikt. Plateauet består af gnejs og granit, og omfatter en mængde uddøde vulkaner. Gennemsnitshøjden er cirka 1.250 meter over havet, og det højeste punkt er Mount Shere (1.780 meter over havet) nær byen Jos. Klimaet er relativt køligt og regnfuldt.
Den moderne tinbrydning går tilbage til begyndelsen af 1900-tallet, og området har siden da været blandt verdens førende tinproducenter. Her uvindes også columbit, wolfram, kaolin, zirkon, uran og thorium.

## Eksterne kilder og henvisninger
- Josplatået Store norske leksikon, hentet 7. november 2010

9°34′N 9°5′Ø / 9.567°N 9.083°Ø